# Bönsyrsor
Bönsyrsor (Mantodea) är en ordning insekter med över 2 300 olika arter som är indelade i 16 olika familjer. I Mellaneuropa finns enbart en art – bönsyrsa (Mantis religiosa). Hos bönsyrsorna är det främre benparet omvandlat till två effektiva kloförsedda fångstredskap, med vilka bönsyrsorna fångar sina byten som främst är andra insekter.
Bönsyrsor har fått sitt namn av att den position de intar medan de väntar på ett byte påminner om en människa försjunken i bön. Arterna i ordningen är vanligen 4 till 8 centimeter långa, men arter så små som 1,2 centimeter och så stora som 16 centimeter finns. Honan är fyra gånger så stor som hannen. En bönsyrsa kan leva uppemot ett år.
Bönsyrsan är känd för att honan ibland äter upp hanen under själva parningsakten, sexuell kannibalism. Detta sker oftare i fångenskap än ute i naturen, men även sedan honan bitit huvudet av hanen kan denne slutföra parningsakten.